# Clima Republicii Moldova

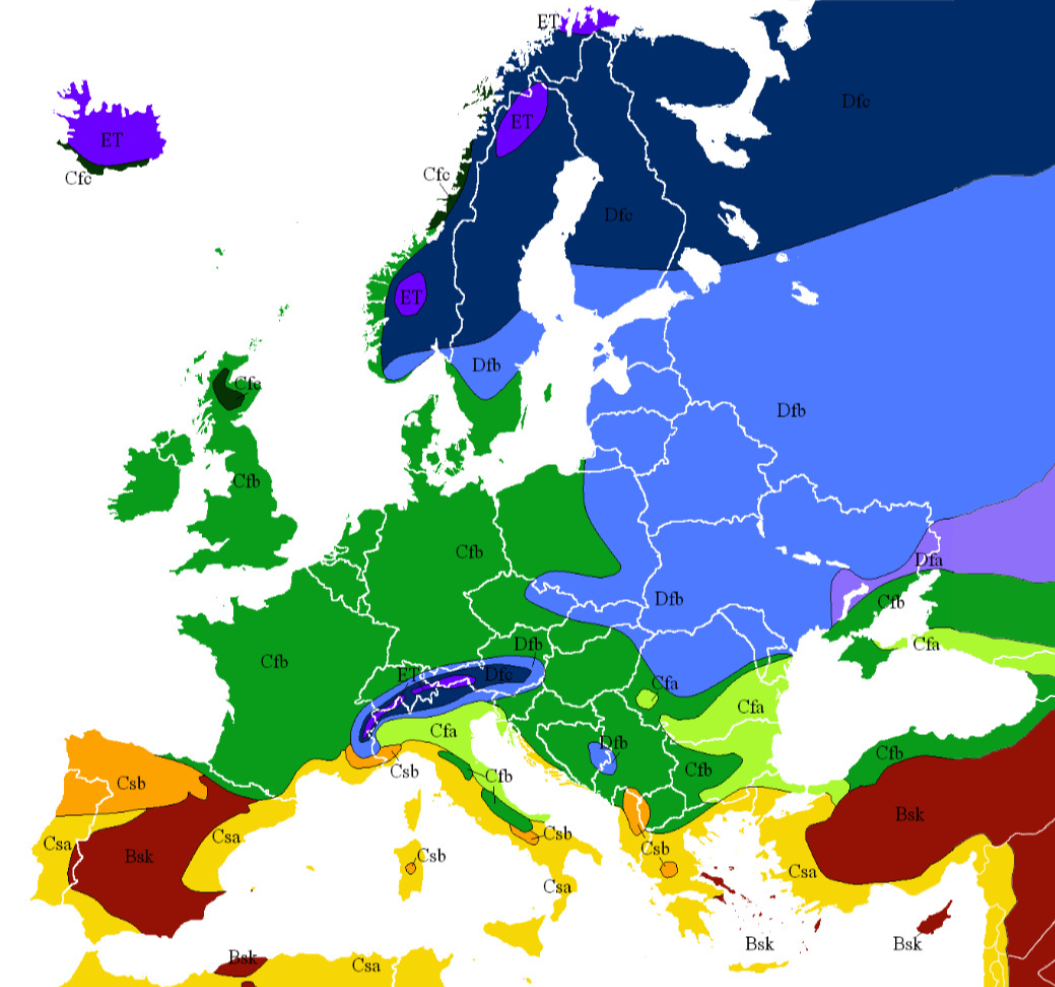
Harta climatică a Europei

Clima Republicii Moldova este moderat-continentală și se caracterizează prin iarnă blândă și scurtă, și vară caldă de lungă durată, cu o cantitate scăzută de precipitații. Deopotrivă cu părțile pozitive ale climei, perioada caldă îndelungată a anului, iarna blândă, cu abundență de lumină și căldură.

## Trăsături
Trăsăturile de bază ale climei Republicii Moldova se formează sub influența afluxului de radiație solară, circulației atmosferice și caracterului suprafeței active.
Datorită poziției Republicii Moldova în sud-estul continentului european, circulația atmosferică se caracterizează prin acțiunea cu prioritate a centrelor barice specifice Europei meridionale și de sud-est. După importanța lor pentru aspectele de vreme si de climă pe care le determină, aceștia sunt: ciclonii mediteranieni, anticiclonul siberian, anticiclonul azoric și anticiclonul scandinav. Masele de aer care se deplasează între principalele centre barice ajung deasupra republicii cu caracteristici fizice modificate datorită transformării lor, determinând succesiunea stărilor de vreme din Republica Moldova. 
În concluzie, majoritatea tipurilor geografice de mase de aer ajung pe teritoriul republicii în bună parte uscate. Aceasta explică frecvența timpului secetos practic în toate anotimpurile. De aici rezultă și rolul deosebit pe care îl are circulația generală a atmosferei pentru definirea trăsăturilor majore ale climei republicii.
Neomogenitățile suprafeței active introduc modificări de climă strict locale. Dar influența lor este redusă, deoarece advecțiile care se produc aproape simultan pe tot teritoriul, în condiții naturale (inclusiv cu zona Podișului Codrilor) și fără intervenția factorului antropic, duc la estomparea acestora.
Durata de insolație pe parcursul anului oscilează pe teritoriul țării de la 1940 până la 2180 ore, vara constituie 60 - 70%, iar iarna 20 - 30%. Rezervele de energie solară, exprimate prin mărimea bilanțului de radiație, constituie circă 2100 MJ/m2 pe an. Este  sursa energetică de bază, care asigură încălzirea solului, evaporarea și nivelul mediu de temperatură a aerului. Temperatura medie anuală a aerului constituie +8 +10°C, iar cea a suprafeței solului +10 +12°C. Perioada compactă fără îngheț constituie în medie 170 de zile la nord și 190 la sudul țării, dar în unii ani durata ei poate atinge 200 - 230 de zile.
Teritoriul Republicii Moldova aparține  zonei cu umiditate insuficientă. Cantitatea de precipitații scade de la nord-vest spre sud-est, de la 620 până la 490 mm pe parcursul anului. Precipitații cad în fond în perioada caldă a anului sub formă de averse de ploaie și doar circă 10% din cantitatea lor anuală se prezintă sub formă de zăpadă.
Regimul vântului, care se formează sub influența centrelor barice, se caracterizează prin frecvența cea mai mare din direcțiile nord-vest (12 - 35%/an) și sud-est (15 - 25%). Vitezele medii ale vântului pe parcursul anului oscilează de la 2,5 până la 4,5 m/s.
Iernile în Republica Moldova sunt reci, cu temperaturi medii de -4°C și -6°C.
Vara în Republica Moldova este caldă, cu temperaturi medii de 25-27°C în luna iunie și 29-32°C în lunile iulie și august. Vara, ploile sunt abundente și deseori provoacă pagube.
Lunile mai și septembrie se aseamănă prin temperatura medie, care este, în ambele luni de 18°C ziua și 10°C noaptea.

## Fenomene nefavorabile
De fenomenele meteorologice nefavorabile, care pot provoca anual daune considerabile economiei naționale a Republicii Moldova țin și aversele puternice de ploaie, grindină, înghețurile târzii de primăvară și timpurii de toamnă, secetele etc.